# Banco Boavista (edifício-sede)
O edifício sede do Banco Boavista é um dos mais significativos projetos de Oscar Niemeyer no Rio de Janeiro. Projetado em 1946, contou com cálculo estrutural do engenheiro Joaquim Cardozo. Foi inaugurado em 1948.
Respeitando a incidência solar, a fachada frontal surpreende pela cortina curvilínea de tijolos de vidro, entre pilotis, que ilumina o interior do edifício. A fachada oeste, possui brise-soleil de madeira regulável de acordo com a necessidade e a fachada norte possui brises horizontais em concreto, similares aos da sede do MEC.
Na fachada há um painel em mosaico, de Paulo Werneck e no interior "A primeira missa no Brasil", tela de Portinari, pintada no ano da inauguração do edifício.
O prédio foi tombado pelo INEPAC em 1992.